# Desmatomyia jambalaia
Desmatomyia jambalaia är en tvåvingeart som beskrevs av Hall och Neal L. Evenhuis 1987. Desmatomyia jambalaia ingår i släktet Desmatomyia och familjen svävflugor. Inga underarter finns listade i Catalogue of Life.